# Nomadismus

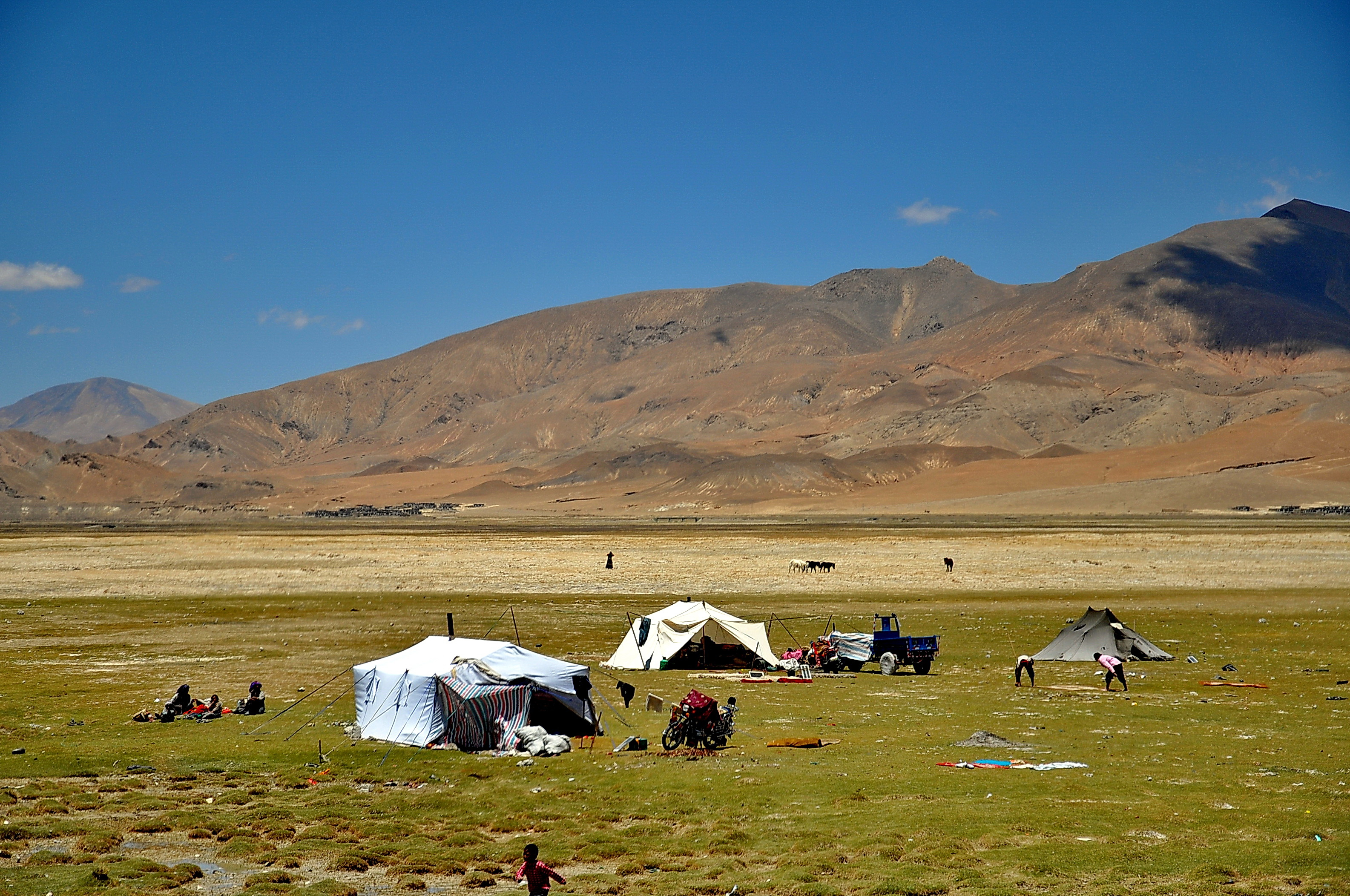
Nomadencamp auf dem tibetischen Hochplateau.

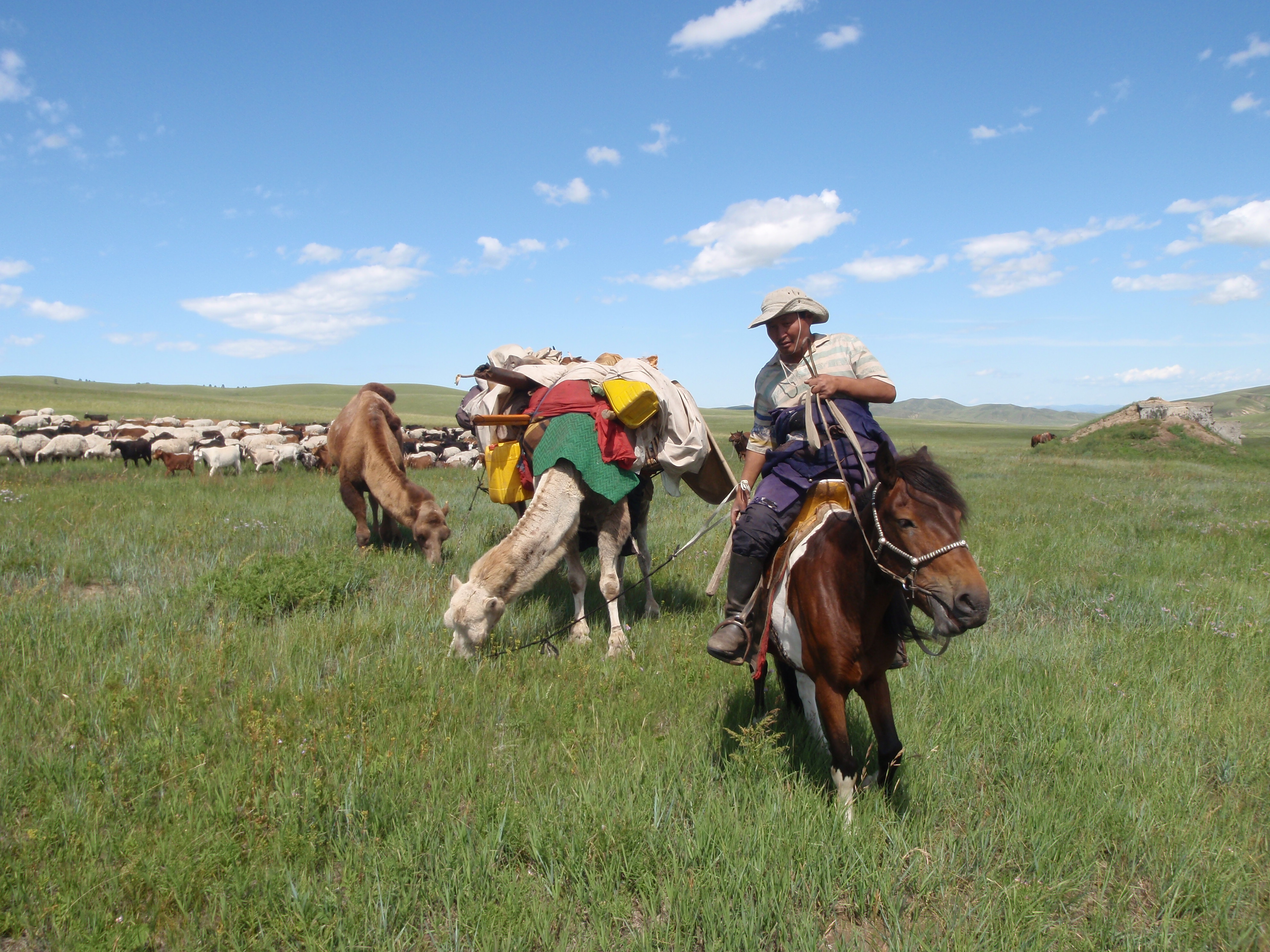
Für alle Hirtennomaden spielen die Reit- und Zugtiere (Pferde, Kamele, Rentiere) eine besondere Rolle.

Nomadismus ist (im deutschen Sprachraum) ein Überbegriff für die traditionelle Wirtschafts- und Gesellschaftsform der Hirtenvölker trockener und kalter Wüsten, Steppen und Tundren, in denen dauerhafter Bodenbau keinen Nutzen hat. Hirtenvölker betreiben Fernweidewirtschaft auf natürlichem Weideland (mobiler Pastoralismus) und verlegen je nach Zustand der Weiden ihren Wohnort. Nomadische bzw. halbnomadische Reitervölker spielten vor allem in der eurasischen Steppe eine wichtige Rolle.
Wichtige gemeinsame Kulturelemente von Hirtenvölkern sind transportable oder leicht zu errichtende Behausungen (zumeist Zelte), ähnliche materielle Kultur und allgemein geringer Besitz. Überdies haben Tierarten, die als Reit- oder Zugtiere genutzt werden, einen hohen gesellschaftlichen Stellenwert: Sie werden umsorgt und verehrt.
Als Nomaden werden jedoch nicht nur die Angehörigen der hier behandelten Hirtenvölker bezeichnet, sondern alle Menschen, die häufiger ihren Wohnplatz wechseln (→ Nomade). In dieser weiter gefassten Bedeutung wird Nomadismus – im Sinne von „Nomadentum“ – in vielen europäischen Sprachen verwendet. Zur deutlicheren Unterscheidung werden im Deutschen bisweilen die Begriffe Hirtennomadismus oder Pastoralnomadismus verwendet.
Die ganzjährige nicht-motorisierte Wanderung einer vollständigen, sich weitgehend selbst versorgenden, Hirten-Gemeinschaft mit ihrem Vieh ist heute äußerst selten. Die Verwendung des Begriffes für heutige Hirtennomaden ist deshalb umstritten.
Gleichwohl ist die ökologisch nachhaltigste, am besten angepasste und nach wie vor häufigste Bewirtschaftungsform der kargen Trockenräume die Fernweidewirtschaft. Daher wird in der Fachliteratur eine Trennung der Bezeichnungen in eine kulturwissenschaftliche/historische und eine wirtschaftliche Begrifflichkeit gefordert. Insofern werden die modernisierten, heute mehr oder weniger marktorientierten Formen der postnomadischen Extensivhaltung von Weidevieh häufig unter dem Begriff Mobile Tierhaltung zusammengefasst.

## Versuche einer Neudefinition

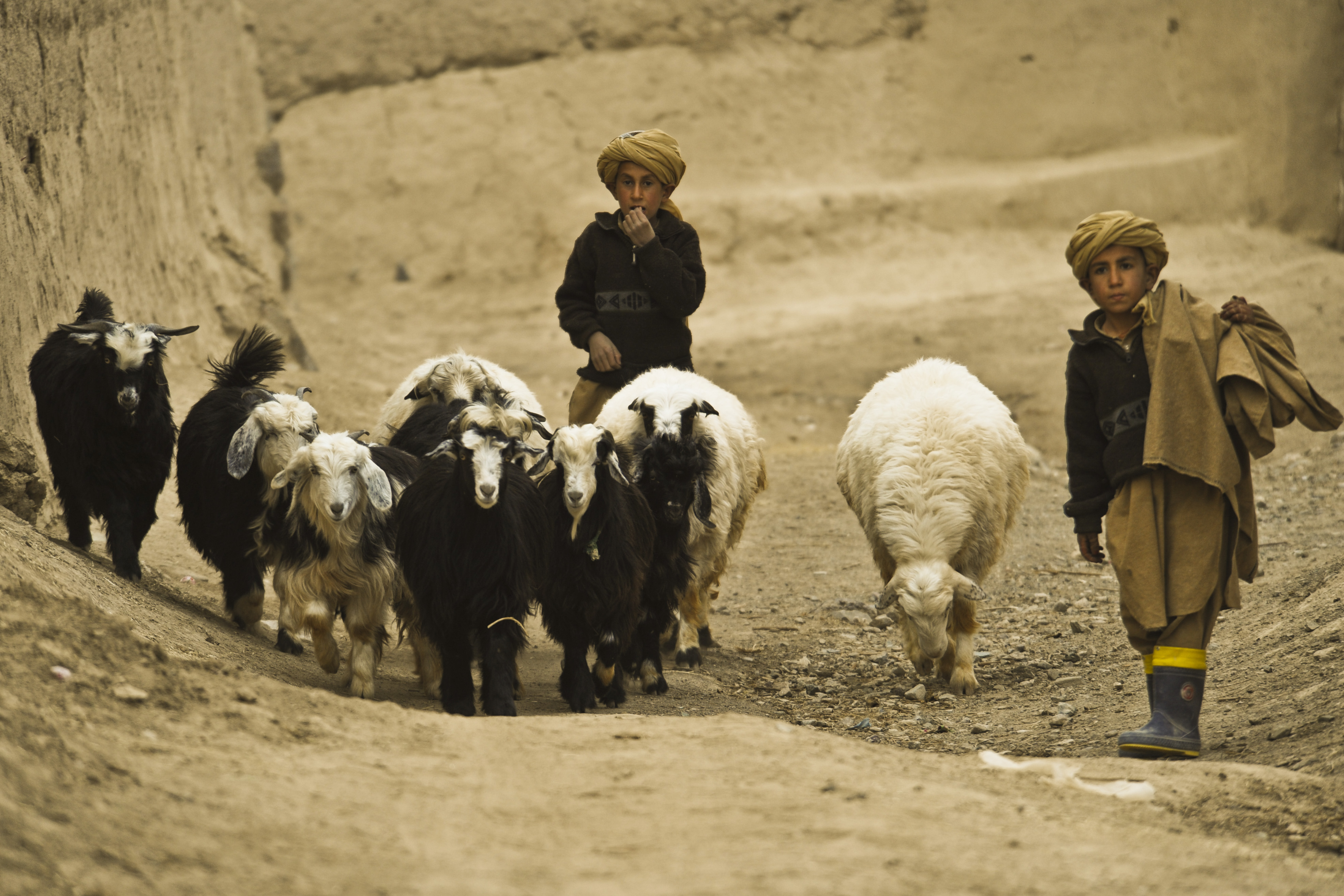
Junge Ziegenhirten in Afghanistan

Heute existiert bei den mobilen Tierhaltern eine Vielzahl verschiedener Lebensweisen: Von bezahlten, angestellten Hirten bis hin zu allen denkbaren Formen eines räumlichen, zeitlichen oder sozialen „Teilzeitnomadismus“. Daher plädieren einige Wissenschaftler für eine Definition des Begriffs, die sich auf die heutige Fernweidewirtschaft bezieht. Zwei konträre Beispiele:
- Vorschlag zur Einengung des Begriffes auf die Mobile Tierhaltung:

„Nomadismus sollte als zeitlich ungebundener, übergreifender Rahmenterminus für eine mobile, auf Wanderviehwirtschaft basierende Lebens- und Wirtschaftsweise verstanden werden.“

- Vorschlag zur Erweiterung des Begriffes auf alle nomadischen Lebensmodelle:

„Nomadisch sind Organisationsformen von Arbeit und Leben, die in Person, Arbeitsmitteln, Arbeitsplatz und Wohnungen beweglich sind, die es erlauben, geo- oder sozialklimatischen Unbilden auszuweichen.“

## Klassischer Hirtennomadismus

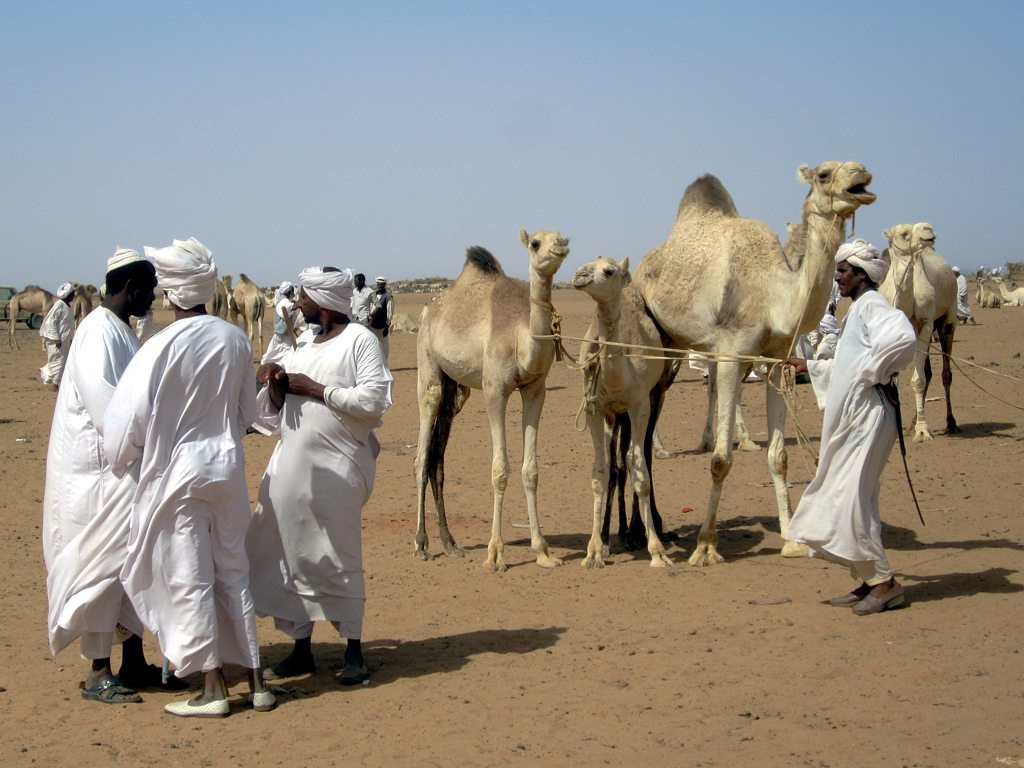
Kamelmarkt im Sudan

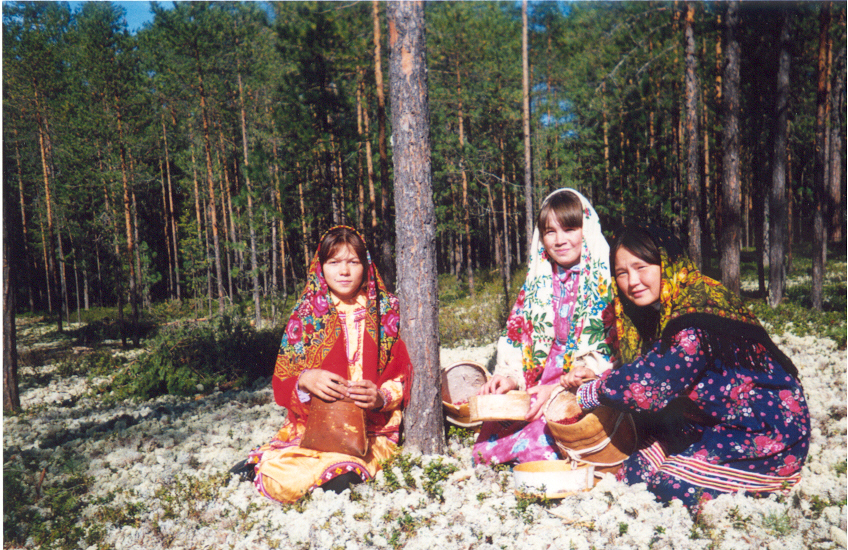
Chanten-Mädchen sammeln Beeren; früher nur zum eigenen Verzehr, heute auch zum direkten Verkauf.

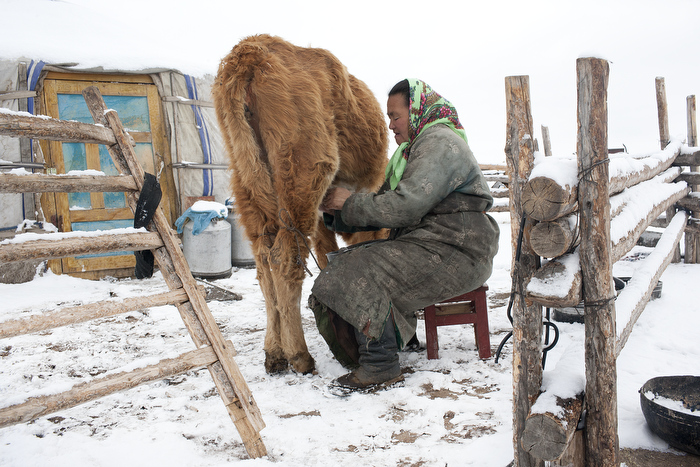
Milch, Wolle, Felle und andere Produkte stehen bei den meisten Hirtenvölkern weit vor dem Fleisch der Herdentiere

Die Basis des Lebensunterhaltes (Subsistenz) aller Wanderhirten bilden Viehherden, die fast immer mehrere Tierarten umfassen. Die Tiere dienen in erster Linie als Lieferanten für Milch und Kleidung zur Selbstversorgung und zum Tausch gegen pflanzliche Produkte und nur final als Fleischlieferanten. Bereits proto-nomadische Völker domestizierten im Laufe der Geschichte eine Vielzahl von Tierrassen wie Rinder, Ziegen und Schafe, Yaks, Pferde, Kamele und in der neuen Welt verschiedene Lama-Arten. In den subpolaren- und borealen Gebieten der Alten Welt basiert der Nomadismus auf der Haltung von (halbwilden) Rentierherden.
Saisonale Schwankungen bzw. die geringen Mengen des Futterangebotes aufgrund der extremen klimatischen Bedingungen in den trockenen und kalten Offenlandschaften sind die wesentlichen Ursachen für die mobile Lebensweise. Dabei sind die Größe der Herde, ihre Zusammensetzung (Anzahl der Jungtiere u. Ä.), die produzierte Menge tierischer Produkte, die Nähe zu Wasserstellen und festen Siedlungen (bezüglich Handel, Absatzmärkten, Gesundheitsvorsorge) und nicht zuletzt das erforderliche Arbeitspensum von Bedeutung. Darüber hinaus spielten von jeher auch Beziehungen zu anderen, auch sesshaften Völkern eine wesentliche Rolle. Dies erfordert flexible wirtschaftliche Strategien, die ggf. Jahr für Jahr aufs Neue den veränderten Umweltbedingungen angepasst werden mussten. Abgesehen von den Rentiernomaden, die sich weitgehend an die Wanderungen der Tiere angepasst haben, planen nomadische Familien ihre Wanderungen daher sorgsam.
Mitunter kann die Viehzucht vorübergehend nachrangig werden. Daher gehört zeitweiliger Feldbau, Jagen und Sammeln, Handel und der Austausch mit benachbarten ackerbautreibenden Gruppen oder urbanen Zentren ebenfalls zum Nomadismus. So schlagen beispielsweise die traditionellen Tuareg-Hirten in Nordnigeria ihr Lager regelmäßig bei sesshaften Bauern auf, um den als Brennmaterial begehrten Kameldung gegen Hirse, Holz und Wasser zu tauschen. Die Kontakte sind je nach Lage, Zeit und Umständen friedlich oder konfliktreich. Im Mittelalter waren viele Reiternomaden zudem intensiv als Menschenhändler tätig, die die damaligen Reiche Afrikas, Asiens und Osteuropas mit Sklaven versorgten.
Im Unterschied zur klassischen Transhumanz (saisonale Fernweidewirtschaft durch bezahlte Wanderhirten) und den modernen Formen mobiler Tierhaltung begleiten (klassische) Hirtennomaden – als Eigentümer der Herden – das Vieh im geschlossenen Familienverband mitsamt dem Hausrat auf ihren Wanderungen zu frischen Weiden.

### Gesellschaftsstrukturen
Die Basis der Sozialstruktur ist die Verwandtschaft. Hirtennomaden haben vielfältige Gesellschaftsformen hervorgebracht: Zum Schutz der Herden und zur Koordination der komplexen Weidezyklen kooperieren mehrere Familien, die ein Nomadenlager bilden. Diese kleinsten Sozialgruppen sind zumeist akephal (herrscherlos) und egalitär (soziale Gleichheit). Die meisten Ethnien sind darüber hinaus in segmentären Gesellschaften oder auch in Stämmen organisiert, die sich in Krisenzeiten zum Teil zu Stammesverbänden zusammenschließen. Dies hat häufig zur Herausbildung von Führungspersönlichkeiten geführt. Einige Hirtenvölker West- und Zentralafrikas (z. B. Fulbe, Tutsi, Hima) lebten in vorkolonialen Staaten.
Wohlstand, Macht, Prestige und sozialer Status einer Gemeinschaft beruhen auf der Größe der Herden. In den meisten hirtennomadischen Kulturen bestehen demnach deutliche soziale Unterschiede. Das Verhältnis der Geschlechter und der verschiedenen Altersgruppen ist zumeist durch klare Aufgabentrennung und Regeln gekennzeichnet. Nomadische Hirtenkulturen sind fast ausnahmslos patriarchalisch organisiert (Beispiele: Mongolen, Massai, Nenzen).
Das Eigentum an Land war früher unbekannt, man übte lediglich Zugangs- und Nutzungsrechte aus, die allerdings nicht selten auch mit Gewalt verteidigt wurden.

### Glaubensvorstellungen

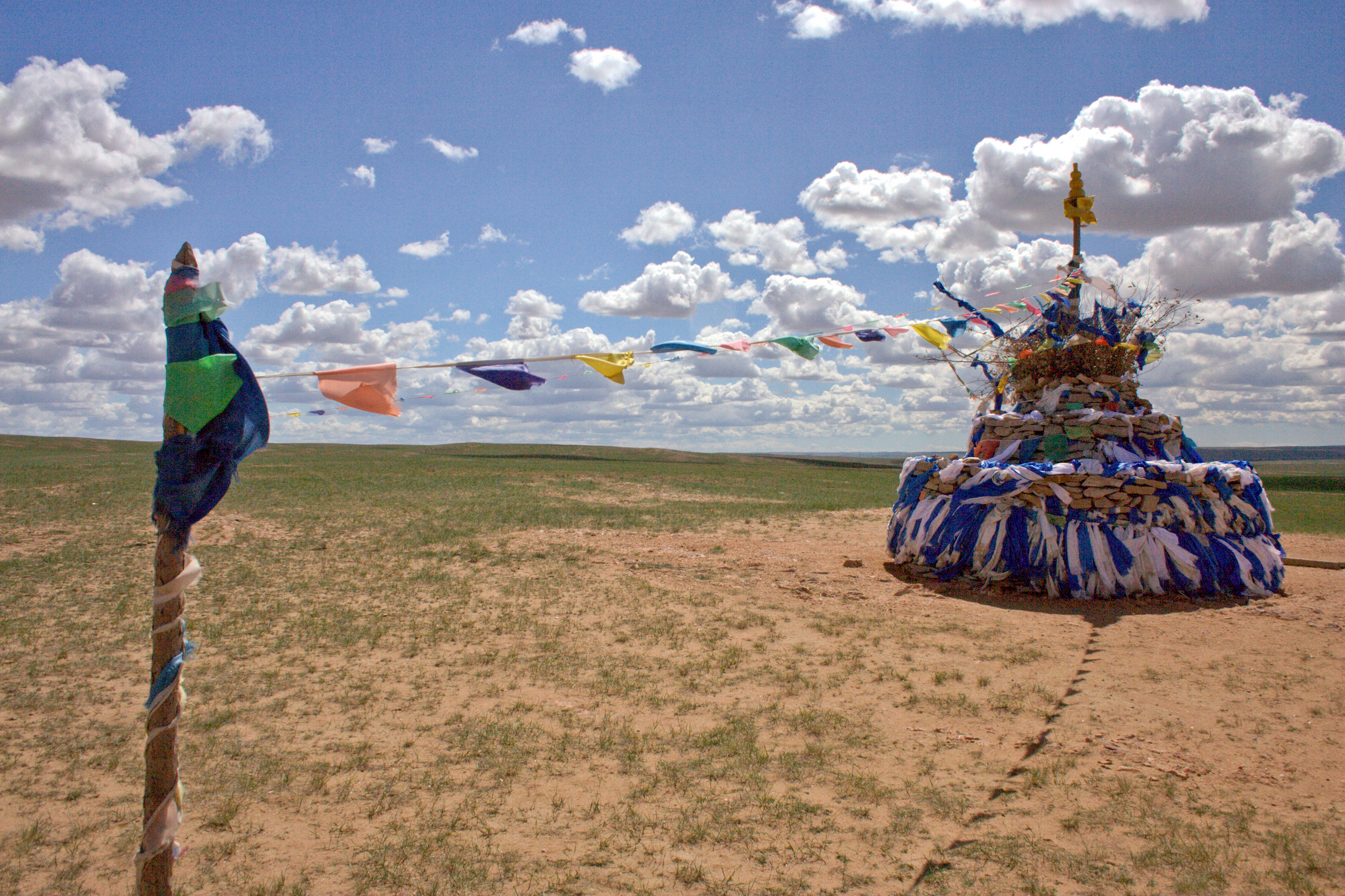
Buddhistische Gebetsfahnen in der mongolischen Steppe

Viele Nomaden haben zum Teil heute noch mündlich überlieferte, animistische Weltbilder, d. h., die Natur wurde als beseelt und bedeutungsvoll erachtet und verehrt. Darüber hinaus kam es zu Kontakten mit anderen Religionen, die mitunter in die eigenen Glaubensvorstellungen integriert wurden. Einige Gruppen praktizieren einen Ahnenkult, der ansonsten eher bei Bauern zu finden ist und insbesondere in Afrika und auf der Arabischen Halbinsel kam später der Glaube an einen monotheistischen Hochgott vor. Neben dem nach wie vor existierenden Schamanismus in Sibirien und Innerasien oder Amerika spielen heute in den hirtennomadisch geprägten Gesellschaften Afrikas und Eurasiens der Islam sowie vorwiegend im östlichen Bereich der Buddhismus, zumeist in Form des Lamaismus eine wesentliche Rolle.

## Verbreitung

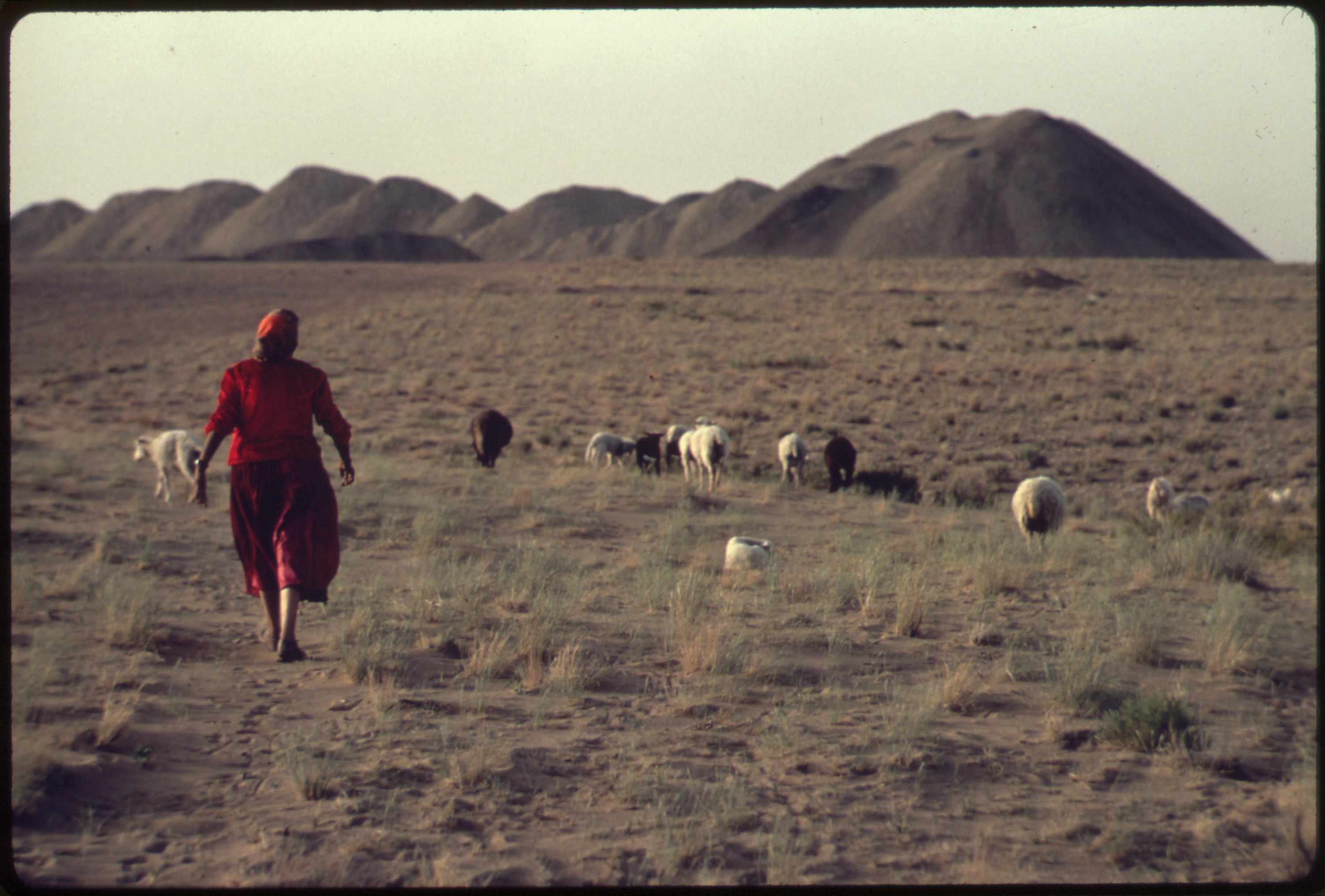
Mit den Spaniern kamen im 16. Jahrhundert auch Schafe nach Amerika, so dass sich u. a. bei den Navajo-Indianern ein Hirtennomadismus entwickelte, der bis zur Mitte des 20. Jahrhunderts Bestand hatte.

Hauptverbreitungsgebiet des Nomadismus ist der altweltliche Trockengürtel: die Halbwüsten, Steppen und Trockensavannen Nordafrikas, Osteuropas, Vorder- und Zentralasiens, sowie die Tundren Nordeurasiens, sowie die Bergregionen vieler Kontinente.
In bescheidenerem Umfang hatte sich auch in Südamerika ein Pastoralnomadismus mit Lamas entwickelt, der besonders bei der Wari-Kultur zum Ausdruck kam. Diese Kulturform erlosch jedoch bereits vor der Ankunft der Europäer mit der Unterwerfung durch die Inkas. Überdies entstanden bei einigen Indianerstämmen der subtropischen Trockengebiete Nord- und Mittelamerikas mit der Einführung von Schafen aus Europa lokale Formen einer hirtennomadischen Lebensweise.

## Geschichte und kulturhistorischer Beitrag

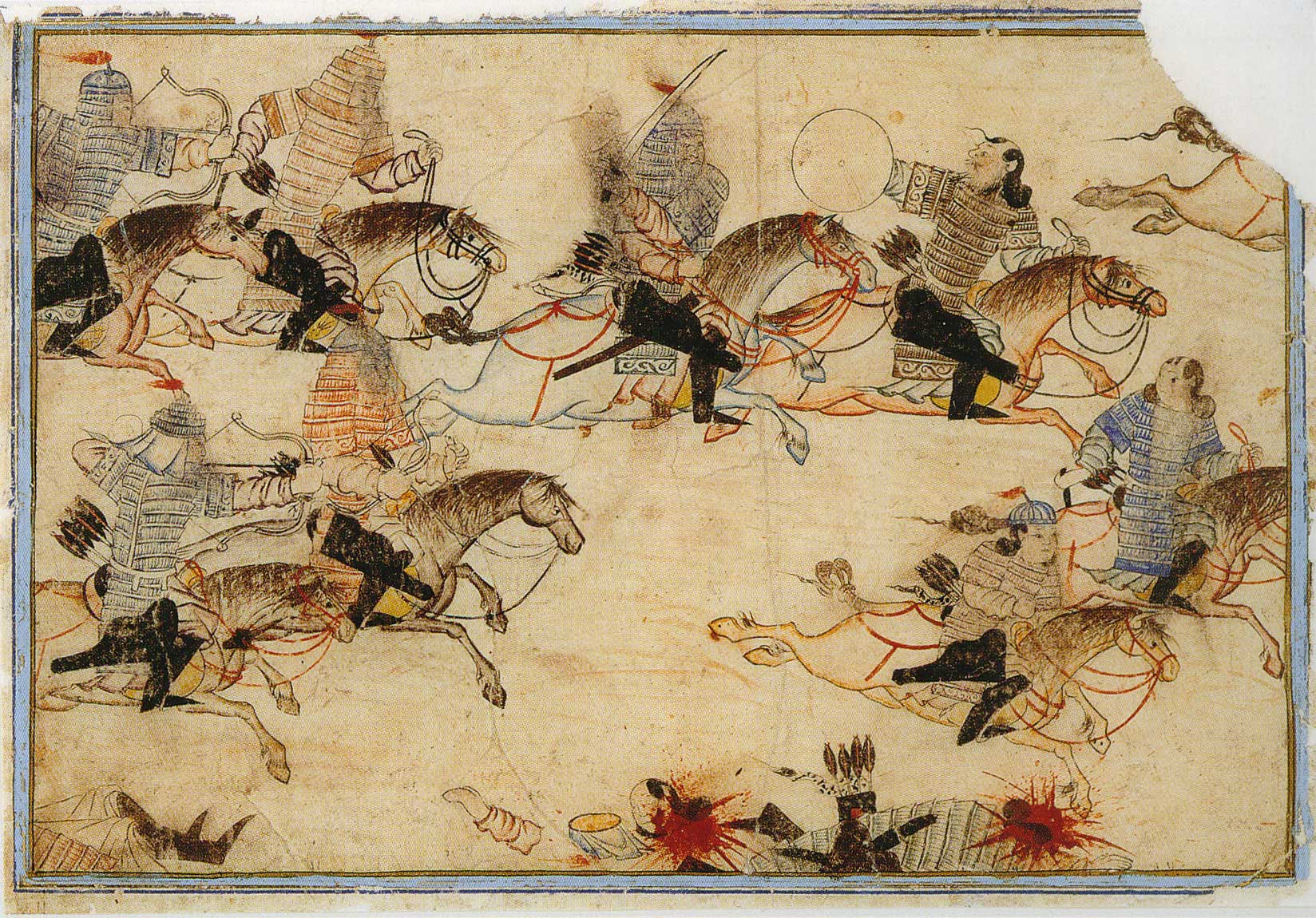
Künstlerische Darstellung berittener nomadischer Krieger Innerasiens

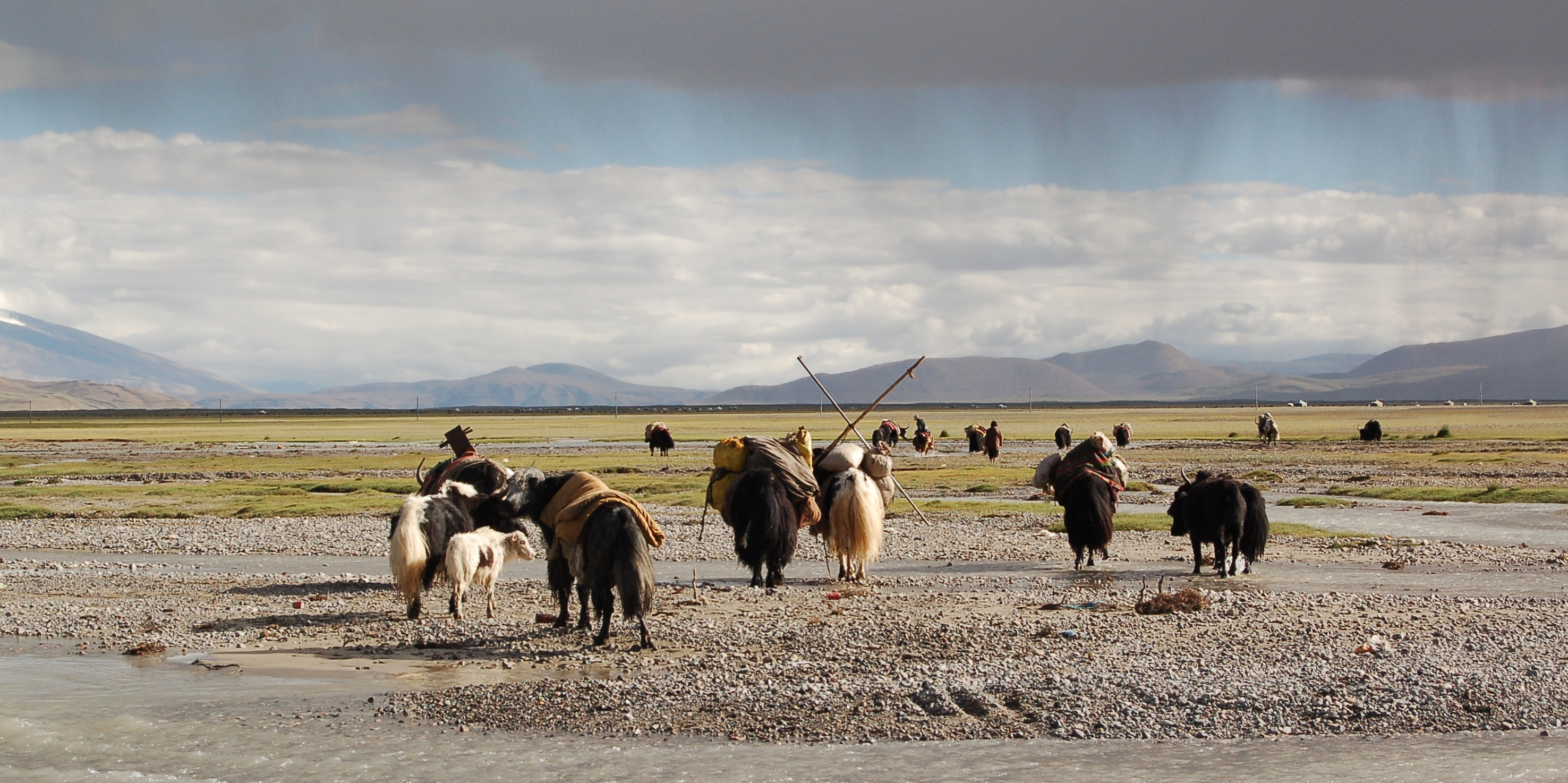
Nomaden, die noch unmotorisiert und ungebunden durch die Steppe ziehen (wie diese Tibeter 2007), sind heute extrem selten.

Jüngere völkerkundliche und kulturgeographische Forschungen haben nachgewiesen, dass der Nomadismus entgegen früheren Ansichten zeitgleich oder bereits vor dem sesshaften Bauerntum (vor 13.000 v. Chr.) als Anpassung an die besonderen Bedingungen der Trockenräume entstanden ist. So stammen die ältesten Spuren des Nomadismus in Nordmesopotamien aus dem 5. Jahrtausends v. Chr. Meist setzt er mit der sogenannten Sekundärprodukterevolution im 4. Jahrtausend v. Chr. ein, als die sekundären Produkte der Tiere zu Lebzeiten (Milch, Blut, Dünger, Haare, Transport- und andere Arbeitsleistungen) wichtiger wurden als ihre primären Produkte (Fleisch, Fell, Knochen) nach dem Tod. Diese Entwicklung ging einher mit einer komplexen wechselseitigen Anpassung von Tier und Mensch, insbesondere mit der Zucht von Tieren mit besonderen Eigenschaften. Zu den ältesten domestizierten Tieren – neben dem bereits von Wildbeutern gezähmten Hund – gehören das Hausschaf (ovis orientalis aries), das vermutlich um 8000 v. Chr. in Anatolien domestiziert wurde, und die Hausziege (capra hircus), welche im Zagros-Gebirge um etwa 8000 v. Chr. aus der persischen Wildziege oder Bezoar-Ziege (capra aegagrus) gezüchtet worden ist. Doch blieb das Hirtennomadentum meist verbunden mit anderen Wirtschaftsweisen wie dem Jagen, Sammeln, Fischen oder Ackerbau, worauf der gleichzeitig mit der Domestikation von Tieren einsetzende Domestikation von Wildpflanzen in den gleichen Regionen verweist. Auch besaßen viele Nomaden Kenntnisse der Metallverarbeitung (z. B. auf dem Sinai).
Die Vorstellung, das Nomadentum sei eine primitivere Gesellschaftsform als die des sesshaften Bauerntums, gilt als überholt. Manche Nomaden haben sich im Laufe der Geschichte auf Handel spezialisiert. Sie führten Karawanen über Entfernungen von mehr als 1000 km.
Bekannte historische nomadische Reitervölker Eurasiens, die erheblichen Einfluss auf die Weltgeschichte und auf die Kriegstechnik („Verreiterung“) der westlich angrenzenden Völker hatten, sind die Skythen, Hyksos, Xiongnu, Hunnen (wovon die sogenannten iranischen Hunnen zu trennen sind), Kök-Türken, Mongolen, Mandschuren und Magyaren (die „historischen Ungarn“). Das berühmteste Beispiel für eine Grenzbefestigung gegen die Übergriffe kriegerischer Nomadenstämme ist die Chinesische Mauer.
Während Hirtennomaden in der vorkolonialen Zeit eine zentrale und anerkannte Rolle beim interkontinentalen Fernhandel spielten (z. B. Seidenstraße, Weihrauchstraße), wurden sie später aufgrund ihrer grenzüberschreitenden Mobilität in jeder nur erdenklichen Weise bekämpft. Die unvermeidlichen Konflikte zwischen Sesshaften und Nomaden sind so alt wie die Geschichte des Ackerbaus. So greift bereits die alttestamentarische Erzählung von der Ermordung des Hirten Abel durch den Ackerbauern Kain den Konflikt auf. Unter sesshaften Völkern hatten und haben Wanderhirten daher zum Teil bis heute unter Vorurteilen, Misstrauen und Diskriminierung zu leiden. Ihre Produktionsweise, ihr kommunaler Landbesitz, ihre schwer erfassbare Zahl und ihre „dauernde Unerreichbarkeit“ sind vielen Staaten ein Dorn im Auge.
In Zentralasien war der Nomadismus seit der Zarenzeit durch die Bauernkolonisation gefährdet, sein völliger Niedergang in den ehemaligen Sowjetrepubliken wurde durch die sozialistische Zwangskollektivierung und die erzwungene Sesshaftmachung unter Stalin bewirkt. Die Nomadengesellschaften wurden enteignet, die Herden den Kolchosen zugeschlagen und die Menschen zu abhängigen Hirten gemacht. Nach dem Zerfall der Sowjetunion kam es bei manchen lokalen Gemeinschaften zu einer Rückbesinnung auf nomadische Werte. Dies trifft in besonderem Maße auf die Rentiernomaden Ostsibiriens zu.
Eine ähnliche Entwicklung erfolgte in der Mongolei. Die sogenannte „Renomadisierung“ war dort staatlich geplant und deutlich erfolgreicher als in Mittelasien, denn das Verständnis für die ökologischen Zusammenhänge auf den Steppen hatte die sozialistische Zeit überdauert. Doch auch in der Mongolei kann nur noch bei wenigen Familien einzelner Ethnien von Nomadismus gesprochen werden. Es handelt sich hier ebenfalls um eine modernisierte Form der ursprünglichen Lebensweise, denn heute wird z. B. Heu für den Winter produziert und es existieren feste Zentren (sog. „Som-Zentren“) mit Einrichtungen für die Hirten wie Schulen, Kliniken und Altenheimen. Der entscheidende Unterschied zu anderen Ländern ist die große Akzeptanz der Traditionen und die Bemühungen, viele überlieferte Kulturelemente zu erhalten.
In China war die Entwicklung ambivalent: In den 1950er-Jahren verdrängten Han-Chinesen in der Inneren Mongolei die Nomaden in entlegene Gebiete. Ende der 1970er-Jahre verbesserten sich ihre Lebensbedingungen wieder: Sie erhielten Tiere und Weideland, weil die chinesischen Behörden erkannt hatten, dass die Weidegebiete sonst brach liegen würden. Seit Ende des 20. Jahrhunderts führt China in weiten Teilen der Inneren Mongolei und in Tibet wieder Zwangsumsiedlungen durch, um die Nomaden sesshaft zu machen. Es wurden riesige Schutzgebiete eingerichtet, in denen es verboten ist, Vieh weiden zu lassen. Diese Maßnahme wird von der Weltgemeinschaft vielfach als Vorwand betrachtet, da es erwiesen ist, dass mobile Tierhaltung (in ihrer klassischen Form) keine ökologischen Schäden anrichtet, sondern sogar sinnvoll ist.
Auch in vielen anderen Ländern Asiens und Afrikas wurde aus staatspolitischen Gründen die Sesshaftmachung der Hirtenvölker angestrebt und oftmals gleichzeitig der mobilen Viehwirtschaft ein Ende gesetzt.
Die Wissenschaft betrachtet den Nomadismus heute nicht mehr als quasi isolierte Sonderform menschlicher Gesellschaften, sondern als wesentlichen Teil übergreifender Gefüge, die entscheidende Aspekte der benachbarten sesshaften Kulturen mitgeprägt haben. Nicht nur die mongolische oder tibetische Kultur, sondern auch die abendländisch-christliche und islamische Kultur sind davon beeinflusst. Die Religionsstifter der drei großen monotheistischen Religionen stammen aus Nomadenvölkern: Judentum, Christentum und Islam nennt man nicht von ungefähr die „Wüstenreligionen“. Abraham (aram. Av-ha-am: Vater der Völker), Isaak und Jakob, die Erzväter des Judentums, waren Nomaden.

## Formen des Nomadismus

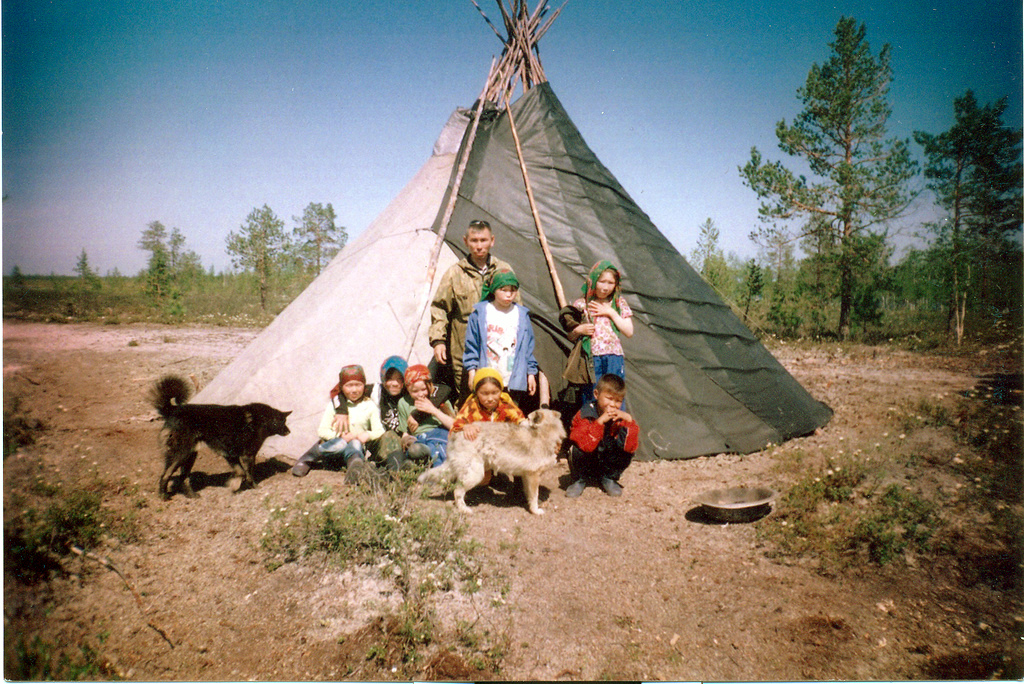
Die halbnomadisch lebenden Chanten, die noch Rentierzucht in der Taiga betreiben, unternehmen weit kürzere Wanderungen als ihre Nachbarn in der Tundra

In der Ethnologie des 20. Jahrhunderts wurden verschiedene Formen des Nomadismus unterschieden: Nach Art der Wanderung, Behausungsform, Tierarten oder Hütemethode. Heute hat diese Gliederung ihre Bedeutung weitgehend verloren, da man erkannt hat, dass die tatsächlichen Verhältnisse sehr häufig gemischte Varianten waren und sind. So ist bereits eine statische Unterscheidung in Voll- und Halbnomadismus irreführend, da die Notwendigkeiten von den Hirtengemeinschaften von Jahr zu Jahr neu definiert werden.

### Unterscheidung nach Voll- und Halbnomadismus
- Vollnomadisch sind Gruppen, die neben der Hütetätigkeit keinen dauerhaften Feldbau betreiben und/oder bei denen die gesamte Familiengruppe regelmäßig ihren Wohnsitz verlegt.
- Halbnomadisch sind Gesellschaften, bei der nur ein Teil der Familie wandert, während die anderen Feldbau betreiben oder anderen sesshaften Tätigkeiten nachgehen (→Agropastoralismus). Rentierhirten werden aufgrund ihrer saisonalen Wanderschaft mit einem Wohnsitz bei den Sommer- und einem bei den Winterweiden ebenfalls häufiger als Halbnomaden bezeichnet.[31]

### Unterscheidung nach Art der Wanderung

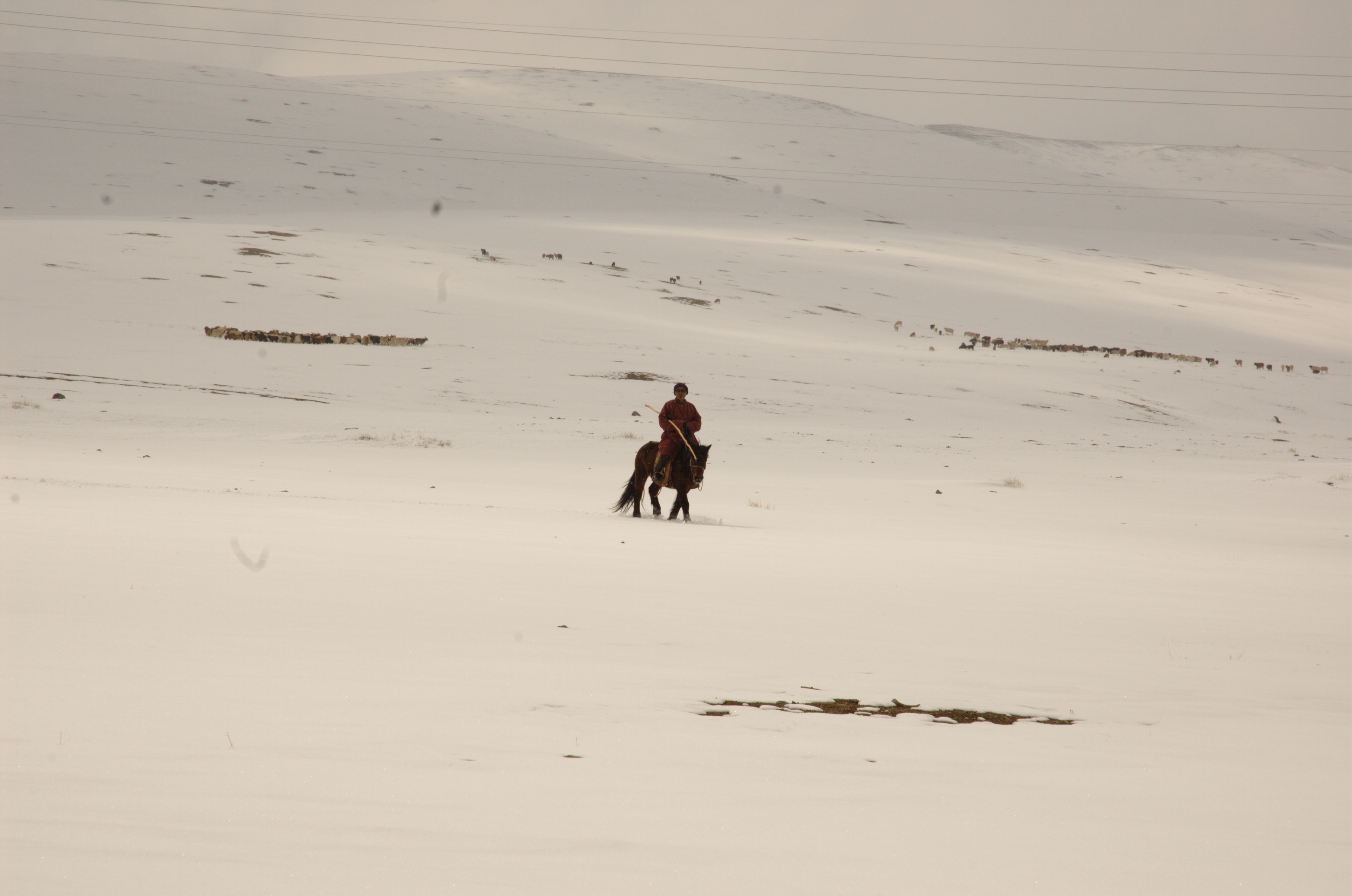
Mongolische Hirten legen in allen Jahreszeiten sehr weite Wege mit ihren Herden zurück

Die Art der Wanderung kann auf zwei verschiedene Arten differenziert werden:
- Horizontale Wanderung bzw. „Flächennomadismus“: sehr weite Wanderungen innerhalb einer Vegetationszone (Dromedare, Trampeltiere, Schafe und Ziegen)
- Vertikaler Nomadismus bzw. „Bergnomadismus“: Wanderung vom Winterquartier in der Steppe oder im Wald zum Sommerlager ins Gebirge (fast ausschließlich Schafe und Ziegen)[9]

bzw.
- „Fernwandernder Nomadismus“: Im Laufe eines Jahres werden mehrere hundert Kilometer zurückgelegt
- „Nahwandernder Nomadismus“: Zwischen Sommer- und Winterweidegebieten liegen nur wenige Dutzend Kilometer

Diese Unterscheidungen überschneiden sich oft. So sind die Kirgisen des Pamir nahwandernde Gebirgsnomaden, die Mongolen meist fernwandernde Flächennomaden.

### Unterscheidung nach Behausung

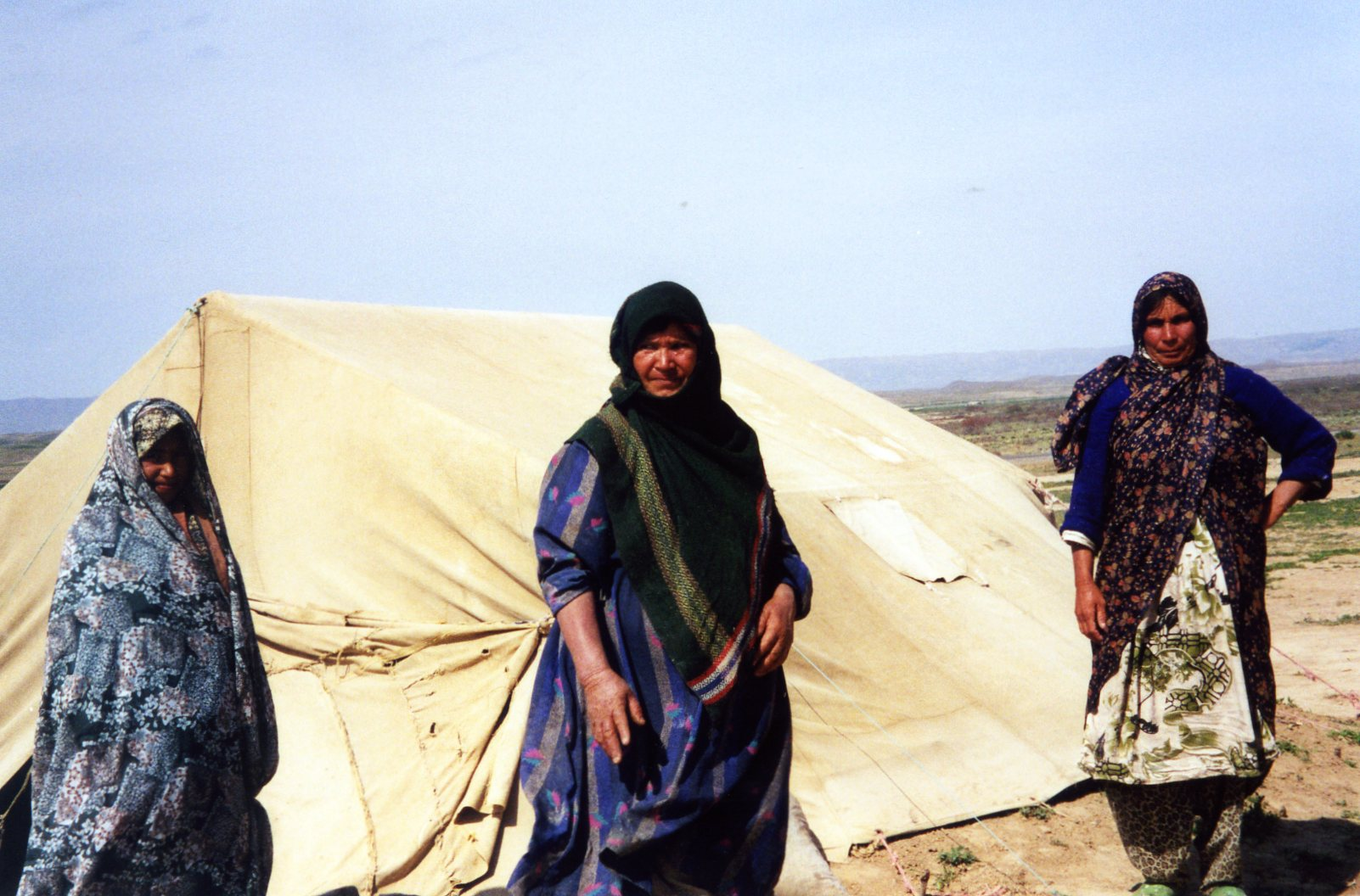
Nomaden im Ost-Iran vor weißem Leinenzelt

- Schwarzzelte aus Ziegenhaar: in Nordafrika, Arabien und Teilen der Türkei, des Irans und Afghanistans
- Kegelzelte aus Häuten oder Stoff: Lavvu in Lappland, Tschum in West- und Nordsibirien
- Jurten aus Filz mit Holzkonstruktion: in Zentralasien oder mit Fellen (Jaranga) bei den Tschuktschen in Nordostsibirien

### Unterscheidung nach Art der Herdentiere
Die Art der Herdentiere wird von der Geomorphologie der Landschaft, dem Klima und der Vegetation bestimmt. Die Unterscheidung erfolgt nach der wirtschaftlichen Bedeutung oder der Wertschätzung der Tiere.
Man unterscheidet beispielsweise Rindernomaden, Kleinviehnomaden, Kamelnomaden oder Rentiernomaden.

### Unterscheidung nach der Hütemethode
- „Herdentreibender Nomadismus“: In den Trockengebiete treiben die Hirten ihre Herden und übernehmen selbst das Management der Weiden
- „Herdenfolgender Nomadismus“: Rentiere sind kaum domestizierte Wildtiere, die nach ihrem Instinkt wandern, so dass der Mensch ihnen nur folgen muss

## Die heutige Situation des Nomadismus

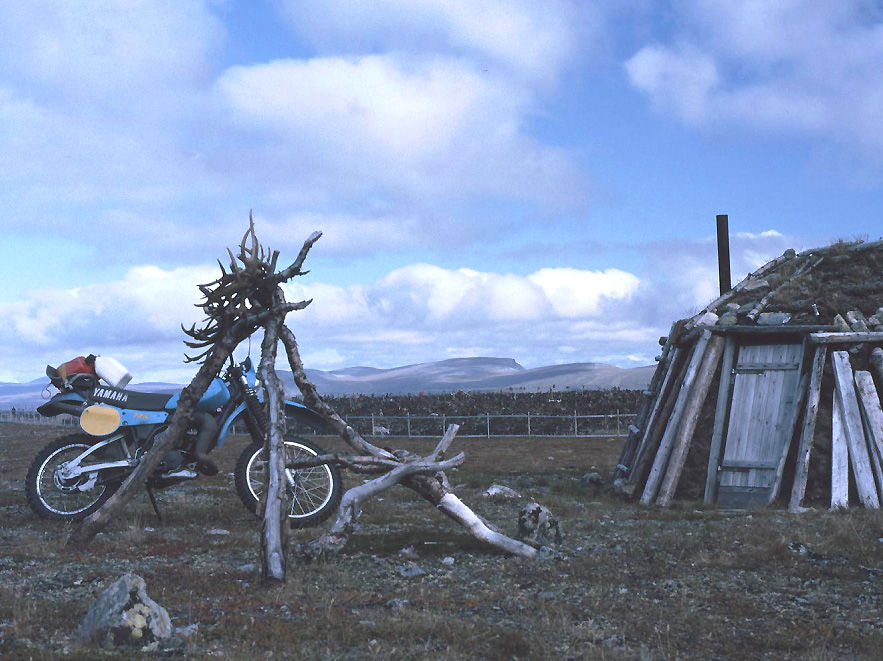
Motorrad im Besitz lappländischer Sámi

Einige Autoren sind der Ansicht, dass der Niedergang des Nomadismus nicht mehr aufzuhalten sei. Der Nomadismus-Forscher Fred Scholz wird in diesem Zusammenhang immer wieder zitiert. In der Tat kann man eine Vielzahl von Ursachen konstatieren, die seit der Mitte des 20. Jahrhunderts in sehr vielen Fällen aus vormals unabhängigen und eigenständigen Kulturen abhängige, marginalisierte und zum Teil erheblich verarmte und hungerleidende Bevölkerungsgruppen gemacht hat. Die folgenden Punkte stellen in etwa eine kausalhistorische Kette dar, deren Faktoren sich jedoch auch rückwirkend verstärken:
- Behinderung der Fernwanderungen durch Staatsgrenzen, Landprivatisierung oder infrastrukturelle Großprojekte
- Ersatz des Karawanenhandels durch modernere Verkehrsformen
- Okkupation, Einzäunung und Umnutzung des vormals freien Weidelandes
- Staatliche Programme zu (oftmals erzwungener) Sesshaftmachung mit Ackerbau (auf völlig ungeeigneten Flächen)
- Schwindende Bereitschaft der sesshaften Ackerbauern zum traditionellen Tauschhandel
- Übergang von der Subsistenzwirtschaft zu marktorientierter Produktion mit Intensivierung der mobilen Tierhaltung
- Überweidung und Bodendegradation durch kürzere Wanderungen und größere Tierbestände
- Einerseits höhere Konsumansprüche der Nomaden; andererseits wirtschaftliche Probleme (Vermarktung, Preisrückgang für Tierprodukte)
- Bevölkerungsanstieg
- Abwanderung in Bergbau, Industrie und Städte
- Klimatische Entwicklung im Zuge des Klimawandels
- Oftmals abwertende (pejorative) Ansichten über das Nomadentum, das nach den Theorien einer soziokulturellen Evolution angeblich eine sehr niedrige „Kulturstufe“ darstellt. In der Wissenschaft ist diese Sichtweise längst überholt, hält sich jedoch in vielen Ländern hartnäckig.

In einigen Ländern werden die vorhandenen nomadischen Ethnien gezielt gefördert, z. B. das Volk der Samen in Norwegen, was bis zu eigenen „Hauptansiedlungen“ (z. B. Kautokeino), zu einem eigenen Parlament und eigenen Schul- und Rundfunkanstalten führen kann. Erschwert wird solche Förderung dadurch, dass die erwähnten Ethnien sich oft auf verschiedene Staaten aufteilen (z. B. die Samen auf norwegisches, schwedisches, finnisches oder russisches Gebiet).
Daher gibt es Autoren, die lokal durchaus auch positive Entwicklungen konstatieren und den Nomadismus als Lebensform weiterhin existent sehen, denn Gruppen mit Wanderweidewirtschaft und mobilen Behausungen sowie verschiedenen „nomadischen Merkmalen“ gibt es nach wie vor. So stellt Anja Fischer bei den Tuareg Algeriens einen Trend zurück zu einer nomadischen Viehwirtschaft fest. In den allermeisten Fällen sind es allerdings nur noch kleine Teile der Völker, die traditionell am primär subsistenzorientierten, nomadischen Leben festhalten. Solche Retraditionalisierungen kommen auch in anderen entlegenen Weltgegenden vor; insbesondere, wenn die Marktteilnahme zu sehr mit Problemen behaftet ist. Ferner haben Ethnologen festgestellt, dass die gesellschaftlichen Strukturen langlebig fortbestehen, auch wenn die mobile Tierhaltung komplett aufgegeben wurde.

### Wandel vom Nomadismus zur nachhaltigen mobilen Tierhaltung
Die meisten Autoren sind sich einig, dass eine mobile Weidewirtschaft in den kargen Offenlandschaften auch zukünftig die einzige Möglichkeit für eine dauerhafte Existenzsicherung ist. Zu Beginn des 21. Jahrhunderts besteht die zunehmende Gefahr, dass das überlieferte Wissen der ehemaligen Nomaden verlorengeht. Scholz plädiert daher für eine rasche und intelligente Modernisierung der mobilen Tierhaltung – vor allem durch die beteiligten Staaten –, um die traditionellen und modernen Erkenntnisse und Arbeitsweisen so zu kombinieren, dass sich eine sozial-, ökonomisch- und ökologisch nachhaltige Wirtschaftsform etablieren kann. Bislang sieht er jedoch mit vorsichtiger Ausnahme der Mongolei nirgends einen erfolgversprechenden Ansatz, allenfalls Debatten über eine effektivere und ökologisch angepasstere mobile Tierhaltung.

### Rezente Gemeinschaften mit überwiegend traditionellem Vollnomadismus

#### Europa
- (Nord-)Norwegen, (Nord-)Schweden, (Nord-)Finnland, (Nordwest-)Russland: Die Samen (siehe dort)

#### Afrika
- Mauretanien: 7 % in 2008, vor allem Fulbe[36]
- Algerien: Einige lokale Gruppen der Tuareg[34]
- Niger: 2 % Wodaabe[37]
- Nigeria: Fulbe im Zamfara-Gebiet[38]
- Tschad: Tubbu im Tibesti-Gebirge.
- Kenia und Tansania: Massai[39]
- Somalia: Ein großer Teil der Somali lebt nomadisch. Die vollnomadische Viehwirtschaft dominiert in Zentral- und Ostsomalia.[40]

#### Asien
- Iranisches Hochland: Kaschgai
- Kirgisistan: Kirgisische Pferdehirten im Norden
- Afghanistan: Kutschi, Kirgisen
- Pakistan: Cholistan
- Mongolei: Dörvöt, Dsachtschin, Kasachen, Todsha, Tsaatan
- Nord-Mandschurei: Ewenken, Orotschen
- Tibetisches Hochland: tibetische Nomaden im abgelegenen, östlichen Hochland (Changpa)
- Nordrussland: Nenzen, Ewenen, Tschuktschen

Weitere Ethnien, deren Lebensweise sich zu einem Post-Nomadismus gewandelt hat, sind im Artikel Mobile Tierhaltung aufgeführt.